# Hanson Robotics
Hanson Robotics Limited är ett robotutvecklingsföretag med bas i Hongkong som grundades 2013. Företaget ligger bakom världskända humanoider såsom Albert HUBO, BINA48 och Sophia.

## Publikationer
- Realistic Humanlike Robots for Treatment of ASD, Social Training, and Research; Shown to Appeal to Youths with ASD, Cause Physiological Arousal, and Increase Human-to-Human Social Engagement. Författare: Dr. David Hanson, Dr. Daniele Mazzei, Dr. Carolyn Garver, Arti Ahluwalia, Danilo De Rossi, Matt Stevenson, and Kellie Reynolds

## Utmärkelser
Nedanstående är ett urval av de utmärkelser företaget fått genom åren. 
- Vinnare av Italian Centro Nationale Riserche (CNR) Scholarship, 2008-2009
- Vinnare av TechTitan’s Innovator of the Year award, 2007
- Vinnare av TX State Emerging Technology Award, 2007